# Bordeaux–Irun-vasútvonal
A Bordeaux–Irun-vasútvonal egy 235 km hosszúságú, normál nyomtávolságú (Hendaya és Irun között fonódott vágány található), kétvágányú villamosított vasúti fővonal Franciaországban Bordeaux és az észak-spanyolországi Irun között. A vasútvonal szakaszonként nyílt meg 1841 és 1864 között.

## Fontosabb állomások
Fontosabb állomások a Bordeaux–Irun-vasútvonalon:
- Gare de Bordeaux-Saint-Jean
- Gare de Dax
- Gare de Bayonne
- Gare d'Hendaye
- Estación de Irún

## Története
A vasutat a Compagnie des Chemins de fer du Midi, illetve annak elődje a Compagnie du chemin de fer de Bordeaux à La Teste építette. Az első szakaszt 1841-ben nyitották meg Bordeaux és Lamothe között. A vonalat 1854-ben meghosszabbították Daxig. 1855-ben Dax és Bayonne között készültek el a vágányok, végül 1864-ben a vonalat továbbépítették a spanyol határ mellett fekvő Irunig. A vonal tulajdonosa és üzemeltetője a Compagnie des Chemins de fer du Midi magánvasúttársaság volt.
A vonalat 1926 és 1929 között 1500 voltos egyenárammal villamosították.
A Lamothe-tól Morcenx-ig tartó mintegy 66 kilométer hosszú, egy széles ívtől eltekintve egyenes szakasz az 1950-es évek közepétől az 1970-es évekig az SNCF nagysebességű járatainak kísérleti vonala volt. A próbák Facture állomáson kezdődtek, az 1950-es években még Biganos kiegészítése nélkül. Az SNCF 1955. március 28-29-i 331 km/h-s világrekordját is itt állították fel.
1972-ben az SNCF TGV 001 318 km/h sebességet ért el ugyanezen a vonalszakaszon.

## Útvonal

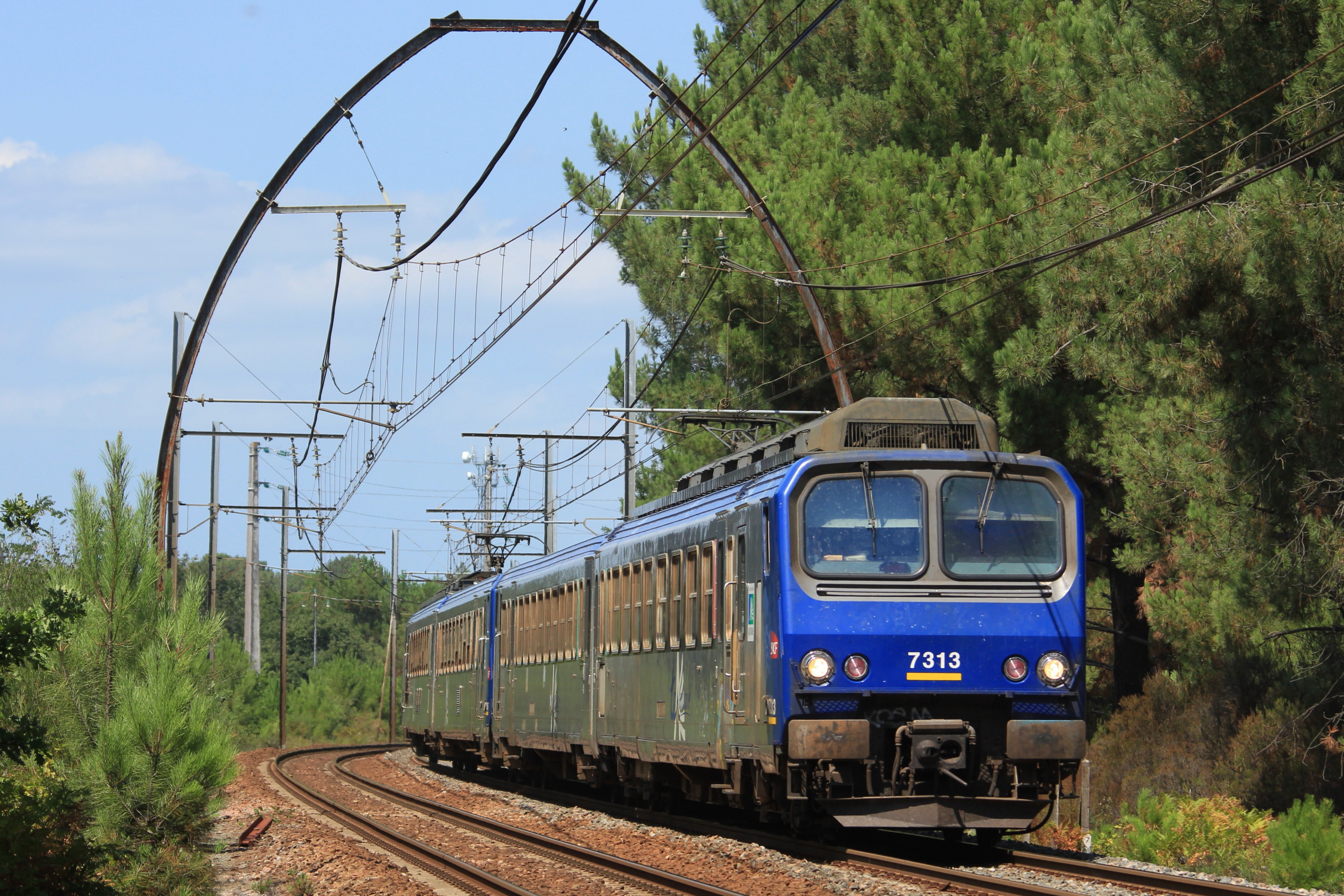
SNCF Z 7300 sorozatú villamos motorvonat Le Teichnél

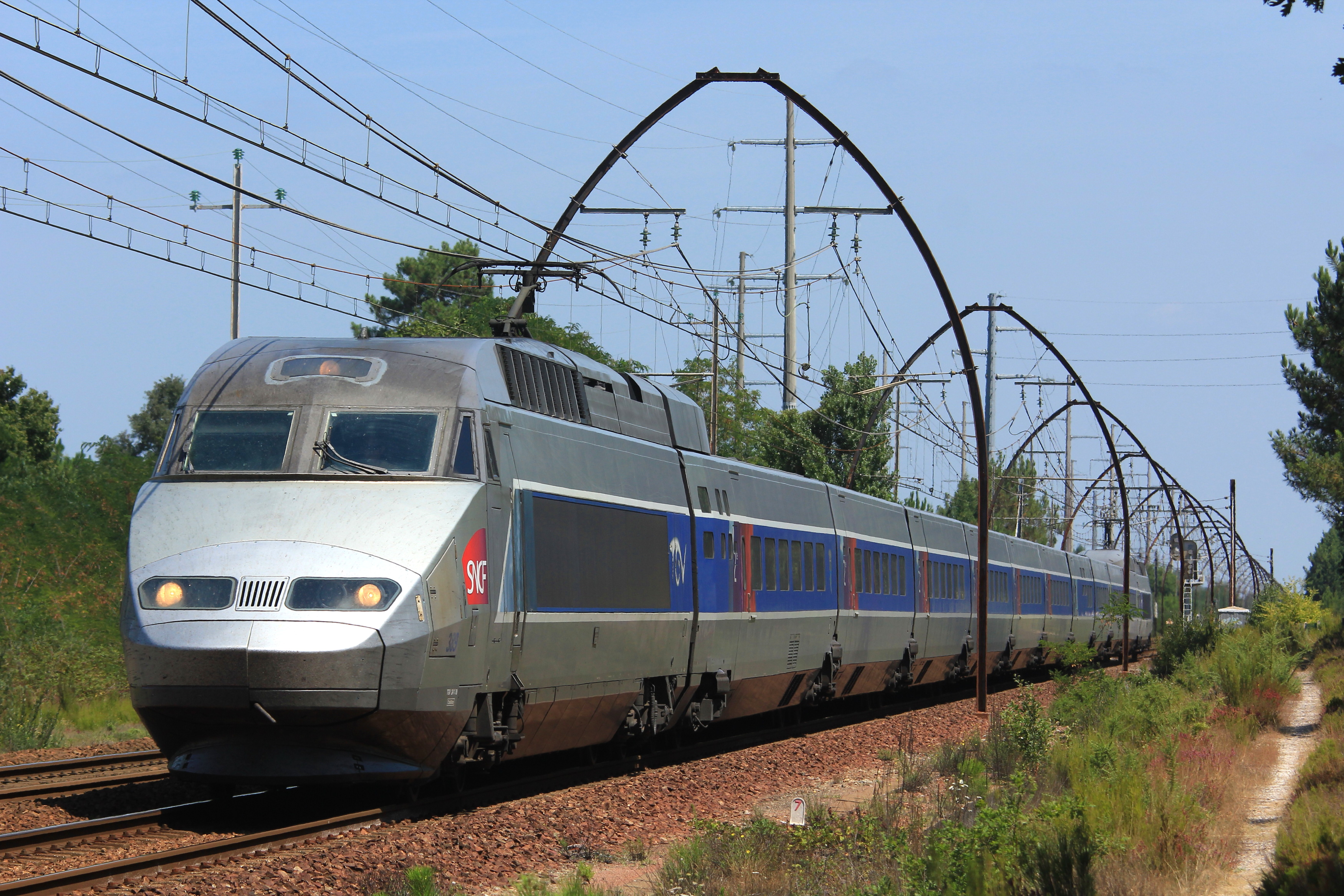
TGV Atlantique Biganosnál

Bordeaux-tól a vonal szinte egyenesen délnyugati irányban halad a Landes de Gascogne-on keresztül, mielőtt 40 kilométer után Biganos-nál és a Bassin d'Arcachon közelében egy viszonylag szűk ívben (900 m sugarú - 100 km/h maximális sebesség) délre fordul. Morcenx állomásig a sík terepprofil miatt egyenes vonalban halad tovább, majd a talajviszonyok miatt néhány ív következik. Dax után a vonal először az Adour völgytalpát használja, mielőtt Saubusse-nál belépne a tengerparti hátországba. Itt a vonal enyhén kanyargós vonallal alkalmazkodik az enyhén dombos terephez. A végsebesség itt csak 110 km/h és 140 km/h között van. Bayonne-nál egy rövid belföldi áthaladás után az északi parton áthidalják az Ardour-t, az Atlanti-óceán dombos hátországában ezután vízi barázdákat használnak az összehangoláshoz, és Guéthary-nál röviden érintik a tényleges partvonalat. Biarritz, a Vizcayai-öböl látható az útvonalról. Saint-Jean-de-Luz-nál keresztezik a Nivelle-t, majd Hendaye-ig a még közeledő Pireneusok oldalárkokban haladnak el a part mögött. Hendaye határvárosától Irúnig egy-egy normál és ibériai nyomtávolságú vágány fut párhuzamosan a Bidasoa határfolyón át. Ezen a két és fél kilométeres szakaszon a Bidasoa feletti híd statikai problémái miatt a maximális sebesség csak 30 km/h.

## Szolgáltatások
A Bordeaux–Irun vasútvonalon az alábbi személyszállítási szolgáltatások működnek:
- TGV - Párizs és Irun között az egész vonalon, továbbá a Párizs-Tarbes közötti TGV-k a Bordeaux és Dax közötti pályát használják;
- Intercités Hendaye és Toulouse között a Bayonne-Hendaye közötti szakaszon;
- TER Aquitaine regionális szolgáltatások Bordeaux és Hendayea között.